# Lijst van senatoren tijdens het Tweede Franse Keizerrijk

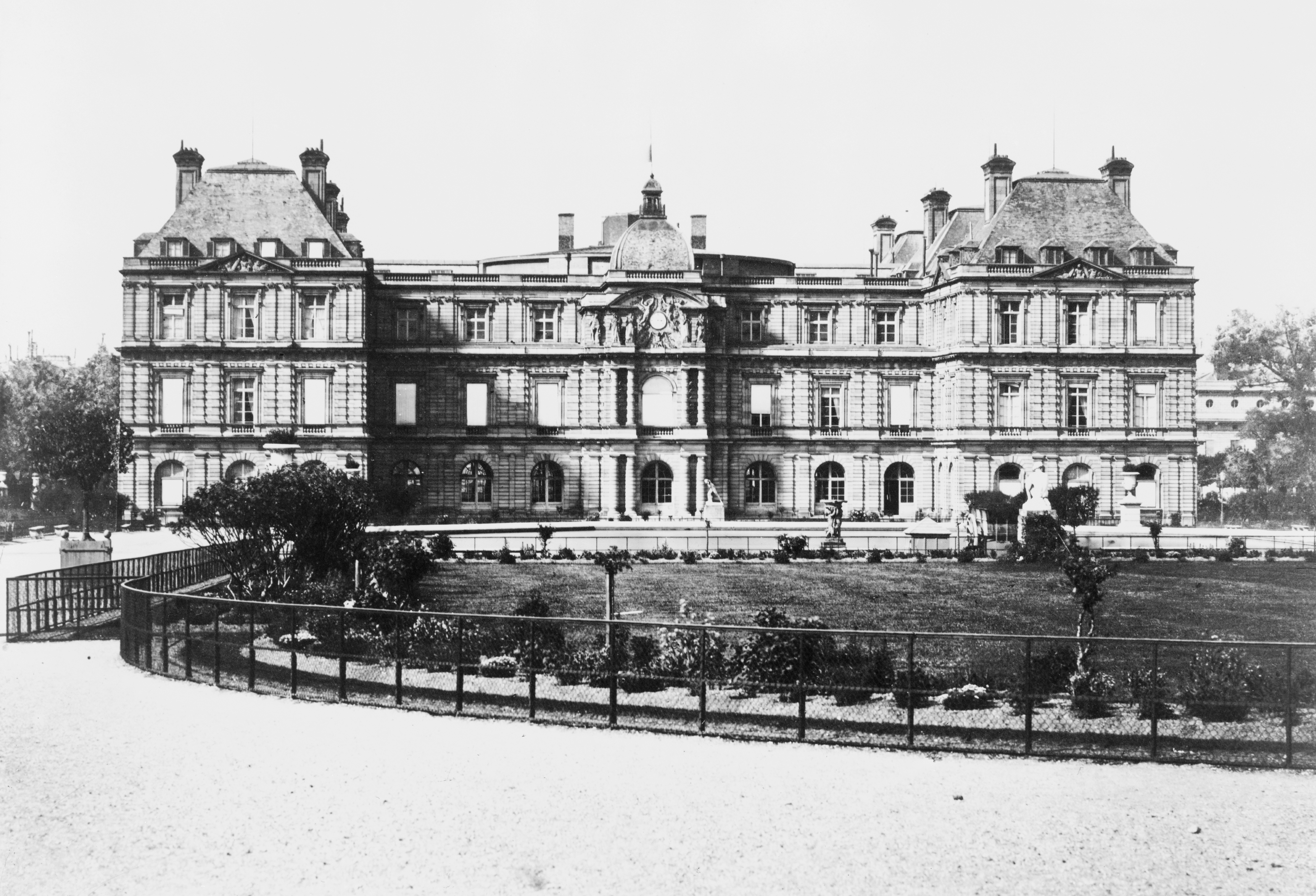
Het Palais du Luxembourg ten tijde van het Tweede Franse Keizerrijk (Second Empire). Hier zetelde de Senaat.

Deze lijst van senatoren tijdens het Tweede Franse Keizerrijk geeft aan wie als senator zetelde in de Senaat tussen 1852 en 1870.
Veel senatoren waren van adel. Bisschoppen, aartsbisschoppen, kardinalen, generaals en admiraals waren senator van rechtswege. De overige senatoren werden benoemd door keizer Napoleon III. Gedurende het bestaan van zijn keizerrijk benoemde keizer Napoleon III meer dan 300 senatoren. Zij waren hoofdzakelijk van adel of dienden in politieke functies, de hoge ambtenarij of in het leger.
Geen enkele senator was een vrouw.

## 1852

### Benoemingen van 26 januari 1852
1. Louis-Jacques-Maurice de Bonald (1787-1870), kardinaal, aartsbisschop van Lyon;
2. Jacques-Marie Antoine Célestin Dupont (1792-1859), kardinaal, aartsbisschop van Bourges;
3. Adrien-Jacques-Marie-Césaire Mathieu (1796-1875), kardinaal, aartsbisschop van Besançon;
4. Thomas Gousset (1792-1866), kardinaal, aartsbisschop van Reims;
5. Étienne Maurice Gérard (1773-1852), maarschalk van Frankrijk;
6. Honoré Charles Reille (1775-1852), maarschalk van Frankrijk;
7. Jérôme Bonaparte (1784-1860), maarschalk van Frankrijk;
8. Rémi Joseph Isidore Exelmans (1775-1852), maarschalk van Frankrijk;
9. Jean Isidore Harispe (1768-1855), maarschalk van Frankrijk;
10. Jean-Baptiste Philibert Vaillant (1790-1872), maarschalk van Frankrijk;
11. Albin Roussin (1781-1854), admiraal van Frankrijk;
12. Ange René Armand de Mackau (1788-1855), admiraal van Frankrijk;
13. Michel-Jacques-François Achard (1778-1855);
14. Antoine Maurice Apollinaire d'Argout (1782-1858);
15. Gaston d'Audiffret (1787-1878), econoom, staatsraad, voorzitter van het Rekenhof;
16. Adrien Fleury de Bar (1783-1861), generaal, voormalig volksvertegenwoordiger;
17. Achille Baraguey d'Hilliers (1795-1878), maarschalk van Frankrijk;
18. Félix-Bellator de Beaumont (1794-1866);
19. Charles-Just de Beauvau-Craon (1793-1864), militair;
20. Antoine Godart de Belbeuf (1791-1872), markies van Belbeuf, magistraat;
21. Napoléon Alexandre Berthier (1810-1887);
22. Henri Georges Boulay de la Meurthe (1797-1858), voormalig volksvertegenwoordiger (1837-1848), voorzitter van de Raad van State (1849-1852);
23. Achille Le Tonnelier de Breteuil, graaf van Breteuil (1781-1864), prefect van Nièvre, pair de France;
24. Marie Jean Pierre Hubert de Cambacérès (1798-1881), graaf van Cambacérès;
25. Boniface de Castellane (1788-1862), maarschalk van Frankrijk;
26. Joseph Grégoire Casy (1787-1862), vice-admiraal;
27. François Jean Clary (1814-1889), luitenant-kolonel bij de Nationale Garde;
28. Ernest de Croix d'Heuchin (1803-1874), 5e markies van Heuchin;
29. Marie Jean Pierre Pie Frédéric Dombidau de Crouseilhes (1792-1861), voormalig volksvertegenwoordiger, minister van Onderwijs (april-oktober 1851);
30. Napoléon Joseph Curial (1809-1861), voormalig volksvertegenwoordiger;
31. Édouard Drouyn de Lhuys (1805-1881), minister van Buitenlandse Zaken (1848-1849, 1851, 1852-1855, 1862-1866);
32. Jean-Baptiste Dumas;
33. Charles Dupin (1784-1873), voormalig volksvertegenwoordiger;
34. Léonce Élie de Beaumont (1798-1874), geoloog, lid van het Institut de France;
35. Achille Fould (1800-1867), minister van Staat (sinds juli 1852);
36. Antoine Fouquier d'Hérouel, voormalig volksvertegenwoordiger;
37. François-Luglien-Louis de Fourment (1788-1864);
38. Jean-Élie Gautier (1781-1858), ondergouverneur van de Banque de France;
39. Ernest Stanislas de Girardin (1801-1874);
40. Achille Goulhot de Saint-Germein (1803-1875), voormalig volksvertegenwoordiger;
41. Alphonse Henri, graaf van Hautpoul;
42. Gaud-Amable, baron Hugon (1783-1862), vice-admiraal;
43. Eugène Alexandre Husson (1786-1868), veldmaarschalk;
44. Théobald de Lacrosse;
45. Louis-Napoléon-Loetitia-Charles (1809-1869), baron van Ladoucette;
46. Auguste Luc Nompar de Caumont (1803-1882), 10e hertog van La Force (1857);
47. Édouard Lelièvre de La Grange;
48. Jean Ernest Ducos de La Hitte;
49. Honoré-Charles Baston de La Riboisière (1788-1868), 2e graaf van  La Riboisière;
50. Anatole Charles Alexis Becelair, markies de La Wœstine (1786-1870), luitenant-generaal, gouverneur van her Hôtel des Invalides;
51. Louis-Martin Lebeuf (1792-1854), faiencerijeneigenaar, regent van de Banque de France (1835), burgemeester van Montereau-Fault-Yonne, voormalig volksvertegenwoordiger (1837-1842, 1849-1852);
52. Jules Polydore Le Marois;
53. Augustin Lemercier (1787-1864), 2e graaf van Lemercier, eskadronchef, departementsraadslid van Orne, voormalig volksvertegenwoordiger, commandeur in het Legioen van Eer;
54. Armand Jacques Leroy de Saint-Arnaud;
55. Urbain Jean Joseph Le Verrier;
56. Albert-Magdelaine-Claude de Lezay-Marnésia (1772-1857), graaf van Lezay-Marnésia, prefect van Lot (1815), van Somme (1816), voormalig volksvertegenwoordiger (1816-1820), prefect van Rhône (1817) en van Loir-et-Cher (1828), voormalig volksvertegenwoordiger (1835);
57. Bernard Pierre Magnan (1791-1865), maarschalk van Frankrijk;
58. Jacques André Manuel (1772-1857);
59. Antoine-Philibert Marchant, notaris, departementsraadslid van het Noorderdepartement, voormalig volksvertegenwoordiger (1838-1851);
60. Jacques-André Mesnard (1796-1859), voormalig volksvertegenwoordiger, eerste vicevoorzitter van de Senaat;
61. Auguste Mimerel (1786-1871);
62. Napoléon Joseph Ney (1803-1857), 2e prins van La Moskowa;
63. Lucien Murat (1803-1878), 3e prins Murat, gevolmachtigd minister in Turijn (1849-1850), kolonel bij de Nationale Garde;
64. Michel (1787-1862), 2e graaf van Ordener, generaal;
65. Philippe Antoine d'Ornano;
66. Jean-Thomas Arrighi de Casanova, graaf van Padua;
67. Alexandre Ferdinand Parseval-Deschênes;
68. Jean-Jacques Germein Pelet-Clozeau;
69. Anne Charles Lebrun, graaf van Piacenza;
70. Louis Poinsot;
71. Joseph Marie Portalis;
72. Adolphe François René de Portes (1790-1852), markies, voormalig volksvertegenwoordiger;
73. Claude Antoine Hippolyte de Préval;
74. Auguste Regnaud de Saint-Jean d'Angély, maarschalk van Frankrijk;
75. Victor de Rouvroy de Saint-Simon (1782-1865), hertog van Saint-Simon, generaal, voormalig volksvertegenwoordiger;
76. Louis-Charles Sapey (1767-1857), voormalig volksvertegenwoordiger (jaar X-1808, 1819-1824, 1828-1848);
77. Jean Paul Adam Schramm (1789-1884), generaal, voormalig volksvertegenwoordiger;
78. Raymond de Ségur d'Aguesseau (1803-1889), prefect van Lot, voormalig volksvertegenwoordiger;
79. Henri Siméon (1803-1874);
80. Amédée Thayer;
81. Antoine Claire Thibaudeau (1765-1854);
82. Raymond-Théodore Troplong (1795-1869);
83. Armand Alexandre Joseph Adrien de Caulaincourt (1815-1896), 6e markies de Caulaincourt, 2e hertog van Vicenza;
84. Narcisse Vieillard (1791-1857), voormalig volksvertegenwoordiger (1842-1846, 1848-1849).

### Benoeming van 15 maart 1852
1. Ferdinand-François-Auguste Donnet (1795-1882), kardinaal, aartsbisschop van Bordeaux;

### Benoemingen van 27 maart 1852
1. Marie Dominique Auguste Sibour (1792-1857), aartsbisschop van Parijs;
2. Casimir Louis Victurnien de Rochechouart de Mortemart (1787-1875), hertog van Mortemart;
3. Jean Martin Petit (1772-1856), luitenant-generaal, voormalig volksvertegenwoordiger;
4. Jean-Pierre Piat (1774-1862), generaal;
5. Jean-Martial Bineau (1805-1855), minister;
6. Léon Formose de Barbançois (1792-1863), voormalig volksvertegenwoordiger;
7. Georges-Charles de Heeckeren d'Anthès (1812-1895);

### Benoemingen van 28 juli 1852
1. François-Xavier van Casabianca (1796-1881);
2. Noël Lefebvre-Duruflé (1792-1877);

### Benoeming van 29 juli 1852
1. Louis Félix Étienne de Turgot (1796-1866);

### Benoeming van 26 november 1852
1. Charles de Mesnard (1769-1842), voormalig volksvertegenwoordiger, (1823-1830);

### Benoemingen van 2 december 1852
1. Jacques-Pierre Abbatucci (1791-1857); minister;
2. Gilbert Alexandre Carrelet (1789-1874), generaal;

### Benoeming van 25 december 1852
1. Zijne Keizerlijke Hoogheid Napoleon Jozef Karel Paul Bonaparte (1822-1891), prince Napoléon;

### Benoemingen van 31 december 1852
1. Charles de Flahaut (1785-1870);
2. Amédée de Pastoret (1791-1857), 2e markies van Pastoret, voormalig volksvertegenwoordiger;
3. Alphonse de Grouchy (1789-1864), 2e graaf van Grouchy;
4. Charles Émile de La Place (1790-1874), 2e markies van La Place;
5. Pierre Magne (1806-1879), minister van Openbare Werken en Financiën;
6. Henri-Auguste-Georges de La Rochejaquelein (1805-1867), cavalerie-officier, voormalig legitimistisch volksvertegenwoordiger;
7. Jacques Louis Randon (1795-1871), gouverneur-generaal van Algerije;
8. Louis de Rostolan (1791-1862), generaal;
9. Emmanuel Pons de Las Cases, 2e graaf van Las Cases (1792-1863), voormalig volksvertegenwoordiger;
10. Achille Joseph, graaf vanlamare (1790-1873), luitenant-kolonel van de état-major;
11. René, François Vallet (1777-1863), graaf van Villeneuve;
12. Antoine Joseph Maurice d'André (1788-1860), generaal;
13. Auguste Pierre Walbourg Gemeau (1790-1868), luitenant-generaal;
14. Alphonse de Bauffremont-Courtenay (1792-1860), hertog van Bauffremont, voorzitter van de departementsraad van Haute-Saône;
15. Claude Delangle (1797-1869), minister van Binnenlandse Zaken (1858-1859) en Justitie (1859-1863), magistraat, voormalig volksvertegenwooridger;
16. Georges Nicolas Marc Létang (1788-1864), generaal;
17. Charles Philippe Henri de Noailles (1808-1854), 8e prins van Poix, 5e hertog van Mouchy, 4e hertog van Mouchy;
18. Jean-Alexandre Le Pays de Bourjolly (1791-1865), generaal;
19. Jean de Fialin de Persigny (1808-1872), hertog van Persigny;
20. Joachim Charles Napoléon Clary (1802-1856), departementsraadslid van Seine-et-Marne;
21. Joseph Désiré Foucher (1786-1860), luitenant-generaal;
22. Claude-Nicolas Vaudrey (1784-1857), generaal;
23. Charles Jean Firmin meillard (1774-1854), voormalig volksvertegenwoordiger;
24. Antoine Philippe Guesviller (1791-1865), generaal;
25. Christophe Michel Roguet (1800-1877), veldadjudant van Napoleon III;
26. Jacques Bergeret (1771-1857), vice-admiraal, voormalig volksvertegenwoordiger;
27. Thomas-Louis Desmazières (1775-1855), voormalig volksvertegenwoordiger;
28. François Alexandre Cavenne (1773-1856), inspecteur-generaal van Bruggen en Wegen;
29. Jean-Baptiste Cécille (1787-1873), militair, diplomaat;
30. Pierre Chrétien Korte (1788-1862), generaal;
31. Viala Charon (1794-1880), generaal;
32. François Joseph de Barral, 2e graaf van de Barral-Montferrat (1787-1856), cavaleriekapitein;
33. Jean Pierre François, comte Bonet (1768-1857), generaal;
34. Zijne Keizerlijke Hoogheid Louis-Lucien Bonaparte (1813-1891);
35. Paul-Charles-Amable de Bourgoing (1791-1864), diplomaat;
36. Napoléon Maret (1803-1898), hertog van Bassano, grand chambellan;
37. Pierre Claude Louis Robert Tascher de La Pagerie (1811-1869), graaf Tascher de la Pagerie;
38. Félix Barthe (1795-1863).

## 1853

### Benoeming van 9 februari 1853
1. Victor François Marie Perrin de Bellune (1796-1853), hertog van Belluno;

### Benoemingen van 4 maart 1853
1. Ferdinand Barrot (1806-1883), referendaris van de Senaat;
2. Hilaire Étienne Octave Rouillé de Boissy (1798-1866), markies van Boissy;
3. Charles-Wangel Bret (1791-1860), prefect van Haut-Rhin (1833-1848), prefect van Haute-Garonne (1852), prefect van Rhône (1852-1853);
4. Alceste de Chapuys de Montlaville (1800-1868), baron van Montlaville, prefect van Isère en van Haute-Garonne, voormalig volksvertegenwoordiger (1838-1848);
5. Auguste Dariste (1807-1875), voormalig volksvertegenwoordiger (1848-1851);
6. Louis Isaac Pierre Hilaire Doret (1788-1866), gouverneur van Réunion;
7. Théodore Ducos (1801-1855), minister van Marine en Kolonies;
8. Antoine Théodore de Viel de Lunas d'Espeuilles (1803-1871), markies van Espeuilles, agronoom, departementsraadslid van Nièvre;
9. Ernest de Cadoine de Gabriac (1792-1865), markies de Gabriac, diplomaat, voormalig volksvertegenwoordiger;
10. Charles Eugène de Lalaing d'Audenarde (1779-1859), graaf Lalaing d'Audenarde, luitenant-generaal, voormalig volksvertegenwoordiger;
11. Marie-Denis Larabit, voormalig volksvertegenwoordiger;
12. Élysée de Suleau (1793-1871), prefect van Eure-et-Loir (1849), prefect van Bouches-du-Rhône (1849-1853);
13. René de Thorigny (1798-1869), minister van Binnenlandse Zaken;
14. Napoléon Mortier van Treviso (1804-1869), hertog van Treviso, voormalig volksvertegenwoordiger;
15. Édouard Burignot de Varenne (1795-1873), ambassadeur in Portugal en Pruisen, voormalig volksvertegenwoordiger;

### Benoeming van 7 maart 1853
1. François-Nicolas-Madeleine Morlot (1795-1862), kardinaal, aartsbisschop van Tours, grand aumônier;

### Benoemingen van 8 maart 1853
1. Jacques Aupick (1789-1857), veldmaarschalk, Frans ambassadeur in Madrid;
2. Pierre-Antoine Lebrun (1785-1873), voormalig volksvertegenwoordiger;
3. Jean-Baptiste Thieullen (1789-1862), voormalig volksvertegenwoordiger (1849-1853);

### Benoeming van 21 juni 1853
1. Charlemagne de Maupas (1818-1888), prefect van de politie van Parijs (1851-1852), minister van Politie (1852-1853);

### Benoemingen van 23 juni 1853
1. Ernest Arrighi de Casanova (1814-1888), tweede hertog van Padua;
2. Jean-Jacques Berger (1791-1859);
3. Prosper Mérimée (1803-1870);
4. Charles de La Valette (1806-1881), voormalig volksvertegenwoordiger, ambassadeur in het Ottomaanse Rijk;

### Benoemingen van 19 december 1853
1. Hippolyte Fortoul (1811-1856), minister (1852-1856);
2. Edouard-James Thayer (1802-1859), staatsraad;

## 1854

### Benoeming van 27 mei 1854
1. Charles Baudin (1784-1854), admiraal van Frankrijk;

### Benoeming van 19 juni 1854
1. Alfred Daviel (1800-1856), erevoorzitter van het Keizerlijk Hof in Rouen;
2. Alphonse de Sivry (1799-1862), prefect van Meurthe (1850-1854);
3. Hubert-Joseph Lyautey (1789-1857), generaal;
4. Joseph Marie de Pernety (1766-1856), generaal, voormalig volksvertegenwoordiger;
5. René-Eleuthère Fontaine de Cramayel (1789-1853), markies van Cramayel, generaal (1848);
6. Gustave de Chassiron (1791-1868), tweede baron van Chassiron, departementsraadslid van Charente-Maritime (1831-48), voormalig volksvertegenwoordigers, raadslid in het Rekenhof;

### Benoeming van 2 december 1854
1. Ferdinand Hamelin (1794-1864), admiraal van Frankrijk;

### Benoemingen van 4 december 1854
1. Louis-Hector de Galard de Brassac de Béarn (1802-1781), graaf van Brassac, graaf en prins van Béarn, diplomaat;
2. Adolphe Billault (1805-1863), minister van Binnenlandse Zaken, minister zonder portefeuille, minister van Staat;
3. Jules de Saint-André (1806-1879), graaf van Grossolles-Flamarens, ere-kamerheer van keizer Napoleon III;
4. Joseph Poniatowski (1816-1873), zaakgelastigde in het Groothertogdom Toscane;
5. Antoine Constantin de Prévost (1788-1857), generaal;
6. Victor Tourangin (1788-1880), prefect van Rhône (1849);
7. Claude-Marius Vaïsse (1799-1864), prefect van Rhône (1853-1864).

## 1855

### Benoeming van 31 januari 1855
1. Polycarpe Anne Nicolas Levasseur (1790-1867), generaal;

### Benoeming van 16 februari 1855
1. Louis Bernard Bonjean (1804 - 1871), minister van Landbouw en Handel;

### Benoeming van 20 maart 1855
1. Joseph Romein-Desfossés (1798-1864), admiraal van Frankrijk, minister van Marine en Kolonies;

### Benoeming van 26 april 1855
1. Alexandre Colonna-Walewski (1810-1868), minister, ambassadeur in het Verenigd Koninkrijk (1851-1855);

### Benoeming van 17 augustus 1855
1. François Certain de Canrobert (1809-1895), maarschalk van Frankrijk;

### Benoemingen van 15 september 1855
1. Aimable Pélissier (1794-1864), hertog van Malakoff, maarschalk van Frankrijk;
2. Armand Joseph Bruat (1796-1855), admiraal van Frankrijk: overleden alvorens hij zitting zou nemen.

## 1856

### Benoeming van 9 februari 1856
1. Pierre Joseph François Bosquet (1810-1861), maarschalk van Frankrijk;

### Benoeming van 31 maart 1856
1. François-Adolphe de Bourqueney (1799-1869), ambassadeur in het Verenigd Koninkrijk (1841-1844), het Ottomaanse Rijk (1848-1851) en het Keizerrijk Oostenrijk (1853-1859);

### Benoemingen van 12 juni 1856
1. Eugène Rouher (1814-1884), minister van Landbouw, Handel en Openbare Werken (1855-1863);
2. Barthélemy Dominique Jacques de Castelbajac (1787-1864), generaal, speciaal gezant in Rusland (1849);
3. Louis Thomas Napoléon Dubourdieu (1804-1857), vice-admiraal;

### Benoemingen van 24 juni 1856
1. Charles-Marie-Joseph-Marius de Salles (1803-1858), generaal (1852), voormalig volksvertegenwoordiger (1846-1848), departementsraadsid Loiret;
2. Patrice de Mac Mahon (1808-1893), hertog van Magenta, maarschalk van Frankrijk;
3. Eugène de Mazenod (1782-1861), bisschop;
4. Philippe de Barral (1791-1884), cavaleriekapitein, voormalig volksvertegenwoordiger;

### Benoeming van 8 september 1856
1. Antoine Édouard Herman (1785-1864), staatsraad;

## 1857

### Benoemingen van 9 juni 1857
1. François Boulay de la Meurthe (1799-1880), staatsraad;
2. Ferdinand Favre (1779-1867), voormalig volksvertegenwoordiger (1848-1857);
3. Georges-Eugène Haussmann (1809-1891), stedenbouwkundige;
4. Henri de La Rochelambert (1789-1863), kapitein van de burgerwacht van Lyon (1814);
5. Ernest Le Roy de Boisaumarié (1810-1872), prefect van Landes (1847-1848) en Seine-Inférieure (1848-1870);
6. Jacques, comte Mallet (1787-1869), vicevoorzitter van de Raad van Bruggen en Wegen;
7. Séverin Le Duff de Mésonan, voormalig volksvertegenwoordiger (1852-1857);
8. Simon-François Allouveau de Montréal (1791-1873), generaal;
9. Adolphe Niel (1802-1869), generaal, maarschalk van Frankrijk (1859);
10. Pierre Marie Pietri (1809-1864), politieprefect van Parijs (1852-1858);

### Benoemingen van 12 augustus 1857
1. Armand Laity (1812-1889), prefect van Basses-Pyrénées (1854-1857);
2. Melchior Joseph Eugène Daumas (1803-1871), directeur van Algerijnse zaken bij het ministerie van Oorlog, generaal;

### Benoemingen van 27 november 1857
1. André Dupin, procureur-generaal bij het Hof van Cassatie;
2. Adrien-Louis Cochelet (1788-1858), diplomaat, staatsraad;

### Benoemingen van 26 december 1857
1. Armand Jacques Leroy de Saint-Arnaud (1798-1864), maarschalk van Frankrijk (december 1852);
2. Jean-Baptiste Grivel (1788-1869), vice-admiraal;
3. Louis Henri Hubert Delisle (1811-1881), gouverneur van Réunion (1852-1858);

## 1858

### Benoemingen van 8 februari 1858
1. Fortuné Le Prédour de Kerambriec (1793-1866), vice-admiraal (1852), lid van de Admiraliteitsraad (1853);
2. Charles Barbaroux (1792-1867), procureur-generaal van Réunion, voormalig volksvertegenwoordiger voor Réunion;

### Benoeming van 14 juni 1858
1. Charles-Marie-Esprit Espinasse (1815-1859), generaal, inspecteur-generaal bij de infanterie (1857), minister van Binnenlandse Zaken (7 februari - 14 juni 1858)

### Benoeming van 20 september 1858
1. Jean-Baptiste Louis Gros (1793-1870), diplomaat;

## 1859

### Benoeming van 5 mei 1859
1. Ernest de Royer (1808-1877), minister van Justitie (1851, 1857-1859), eerste vice-voorzitter van de Senaat;

### Benoeming van 8 mei 1859
1. Édouard Thouvenel (1818-1866), Frans ambassadeur in het Ottomaanse Rijk (1855-1860), minister van Buitenlandse Zaken (1860-1862);

### Benoemingen van 16 augustus 1859
1. Pierre Hippolyte Publius Renault (1807-1870), generaal;
2. Élie-Frédéric Forey (1804-1872), generaal (1851), maarschalk van Frankrijk (1863);
3. François Augustin (1794-1875), ordonnansofficier van koning Lodewijk Filips I van Frankrijk, generaal (1851);
4. Edgar Ney (1812-1882), 3e prins van Moskowa, generaal (1863), voormalig volksvertegenwoordiger;
5. François Thomas Tréhouart (1798-1873), vice-admiraal (1851), admiraal van Frankrijk (1869);
6. Georges Huchet de La Bédoyère (1814-1867), graaf van La Bédoyère, voormalig volksvertegenwoordiger;
7. Paul Desbassayns de Richemont (1809-1875), voormalig volksvertegenwoordiger (1852-1859);
8. Louis-Charles-Marie de Vincent (1792-1872), staatsraad;

### Benoemingen van 14 november 1859
1. Gustave Rouland (1806-1878), Minister van Onderwijs en Kerkelijke Zaken (1856-1863), voorzitter van de Raad van State (1863-1864);
2. Armand Charles Louis Le Lièvre de La Grange (1783-1864), graaf van La Grange, generaal (1851), voormalig volksvertegenwoordiger;
3. Félicien de Saulcy (1807-1880);

## 1860

### Benoeming van 18 januari 1860
1. Amédée Thierry (1797-1873), ontvanger van de verzoekschriften bij de Raad van State;

### Benoeming van 13 februari 1860
1. Aristide de La Ruë (1795-1872), generaal, directeur van Algerijnse zaken bij het ministerie van Oorlog (1845-1848), inspecteur-generaal bij de gendarmerie;

### Benoeming van 3 maart 1860
1. Théodore Gréterin (1794-1861), directeur van de douane bij het ministerie van Binnenlandse Zaken;

### Benoeming van 14 maart 1860
1. Michel Chevalier (1806-1879), econoom, ingenieur, voormalig volksvertegenwoordiger, economisch raadgever van keizer Napoleon III;

### Benoeming van 11 juli 1860
1. Charles Rigault de Genouilly, vice-admiraal (1858), admiraal van Frankrijk (1864), minister van Marine en Kolonies (1867);

### Benoeming van 29 september 1860
1. Théodore de Lesseps (1802-1874), diplomaat, gevolmachtigd minister eerste klasse (1853);

## 1861

### Benoeming van 4 maart 1861
1. Charles Cousin-Montauban (1796-1878), graaf van Palikao, generaal (1855), eerste minister (1870)

### Benoeming van 6 maart 1861
1. Charles Joseph Louis de Tascher de La Pagerie (1811-1869), hertog van Tascher de La Pagerie, voordien lid van het Wetgevend Lichaam (1857-1861);

### Benoemingen van 24 mei 1861
1. Anatole Brénier de Renaudière (1807-1885), minister van Buitenlandse Zaken (1851);
2. Augustin African Stourm (1797-1865), directeur-generaal van de posterijen (1853-1861);

### Benoeming van 5 juli 1861
1. Arthur de La Guéronnière (1816-1875), journalist, voormalig volksvertegenwoordigers (1852), staatsraad (1853);

### Benoeming van 27 oktober 1861
1. Alexis Billiet (1783-1873), kardinaal, aartsbisschop van Chambéry (1840-1873)

### Benoeming van 14 november 1861
1. Adolphe de Forcade Laroquette (1820-1874), minister van Financiën (1860-1861).

## 1862

### Benoeming van 22 januari 1862
1. Léonard Victor Charner (1797-1869), vice-admiraal (1855), admiraal van Frankrijk (1864);

### Benoemingen van 25 mei 1862
1. Prosper de Chasseloup-Laubat (1805-1873), markies van Chasseloup-Laubat, minister van Marine en Kolonies (1851, 1859-1867), voorzitter van de Raad van State (1869);
2. Charles-Marie-Augustin de Goyon (1803-1870), generaal, veldadjudant van Napoléon III;
3. Jean-Auguste-Dominique Ingres (1780-1867), kunstschilder, lid van het Institut de France (1825).

### Benoeming van 2 november 1862
1. Gustave Louis Chaix d'Est-Ange (1800-1876), procureur generaal bij het Keizerlijk hof van Parijs (1857), staatsraad (1858);

## 1863

### Benoemingen van 7 mei 1863
1. Édouard Drouyn de Lhuys (1805-1881) (nieuwe benoeming), minister van Buitenlandse Zaken (1848-1849, 1851, 1852-1855, 1862-1866);
2. Édouard Waldner de Freundstein (1789-1879), generaal (1851);
3. Guillaume Stanislas Marey-Monge (1796-1863), graaf van Pelusium (Egypte), generaal;
4. Édouard Réveil (1797-1878), voordien lid van het Wetgevend Lichaam (Tweede Franse Keizerrijk) (1837-1863);
5. Jean-François Mocquard (1791-1864), kabinetschef van Napoleon III;
6. Édouard de Mentque (1808-1878), prefect van Gironde (1853-1863);
7. Charles Lebègue de Germiny (1799-1871), gouverneur van de Banque de France (1857-1863)

### Benoemingen van 1 juli 1863
1. Amédée de Vuillefroy de Silly, staatsraad;
2. Charles Emmanuel Raphaël Théry de Gricourt, markies van Gricourt;

### Benoemingen van 20 oktober 1863
1. Pierre Jules Baroche (1802-1870), voorzitter van de Raad van State (1852), minister zonder portefeuille (1860), minister van Justitie en Kerkelijke Zaken (23 juni 1863);

### Benoemingen van 24 oktober 1863
1. François-Émile Villemein (1795-1867), staatsraad;
2. Victor Suin (1797-1877), staatsraad;
3. Émile Herbillon (1794-1866), generaal;

### Benoeming van 21 december 1863
1. Henri de Bonnechose (1800-1883), kardinaal, aartsbisschop van Rouen;

### Benoeming van 30 december 1863
1. Jacques Camou (1792-1868), generaal;

## 1864

### Benoeming van 1 september 1864
1. Edmond-Charles de Martimprey (1808-1883), generaal, gouverneur-generaal van Algerije.

### Benoeming van 5 september 1864
1. François Achille Bazaine (1811-1888), maarschalk van Frankrijk;

### Benoeming van 28 september 1864
1. Gustave Rouland (nieuwe benoeming) (1806-1878), minister van Onderwijs en Kerkelijke Zaken (1856-1863), voorzitter van de Raad van State (1863-1864), vicevoorzitter van de Senaat (1864-1870);

### Benoemingen van 5 oktober 1864
1. Napoléon Auguste Lannes (1801-1874), hertog van Montebello, voormalig volksvertegenwoordiger;
2. Adolphe Barrot (1801-1870), ambassadeur in Spanje (1858-1864);
3. Georges Darboy (1813-1871), aartsbisschop van Parijs (1863-1871);
4. Éloy-Ernest Forestier de Boinvilliers (1799-1886), staatsraad;
5. Camille Godelle (1804-1874), voormalig volksvertegenwoordiger;
6. Alfred de Salignac-Fénelon, graaf van Salignac-Fénelon (1810-1883), gevolmachtigd minister in Bern;
7. François de Chabrier-Peloubet (1789-1871), directeur-generaal van de Keizerlijke Archieven (1848-1857);
8. Émile de Nieuwerkerke (1811-1892), intendant voor Schone Kunsten van het Keizerlijk Huis;
9. Jean-Charles Persil (1785-1870), staatsraad;

## 1865

### Benoemingen van 15 maart 1865
1. Adrien-Marie Devienne (1802-1883), eerste voorzitter van het Keizerlijk hof van Parijs (1858);
2. Émile Mellinet (1798-1894), generaal, hoofdcommandant van de Nationale Garde van Seine;
3. Émile Félix Fleury (1815-1884), generaal, diplomaat, veldadjudant van de Keizer;
4. Henri Chevreau (1823-1903);

### Benoeming van 28 maart 1865
1. Paul Boudet (1800-1877), minister van Binnenlandse Zaken (1863-1865), secretaris (31 maart 1865) en eerste vicevoorzitter (17 november 1865) van de Senaat;

### Benoeming van 28 april 1865
1. Charles Augustin Sainte-Beuve (1804-1869), hoogleraar in de École normale supérieure;

### Benoeming van 18 juli 1865
1. Charles Corta (1805-1870), voormalig volksvertegenwoordiger (1852, 1857 en 1863);

### Benoeming van 5 augustus 1865
1. Édouard Bouët-Willaumez (1808-1871), vice-admiraal;

### Benoeming van 4 november 1865
1. Charles His de Butenval (1809-1883), Frans ambassadeur in België, staatsraad;

### Benoemingen van 26 december 1865
1. Ustazade Silvestre de Sacy (1801-1879), lid van de Académie française;
2. Charles Gabriel César Gudin (1798-1874), generaal;
3. Claude-Joseph-Brandelys Green de Saint-Maartault (1807-1866), prefect van Deux-Sèvres (1848-1850), prefect van Seine-et-Oise (1852-1865).

### Benoemingen van 31 december 1865
1. Armand-Octave-Marie d’Allonville (1809-1867), generaal;
2. Joseph Vinoy (1811-1880), generaal;

## 1866

### Benoeming van 20 februari 1866
1. Symphorien Boittelle (1813-1897), politieprefect van Parijs (1858-1866);

### Benoemingen van 5 mei 1866
1. Bernard Lacaze (1798-1874), advocaat, voormalig volksvertegenwoordigers (1848-1851);
2. Antoine Blondel (1795-1886), staatsraad (1854);
3. Philibert Mollard (1801-1873), generaal, veldadjudant van keizer Napoleon III;
4. Félix Baciocchi (1803-1866), eerste kamerheer van keizer Napoleon III;

### Benoeming van 14 december 1866
1. Paul de Ladmirault (1808-1898), generaal;

## 1867
De Senaat verloor in 1867 negen van zijn senatoren voor het leven door overlijden, waaronder zes zonder adellijke titel, met name Jean-Auguste-Dominique Ingres, Villemein, Charles Barbaroux, Ferdinand Favre, Achille Fould en generaal Levasseur. De drie met een adellijke titel waren de markiezen de La Rochejaquelein en de La Bédoyère en burggraaf d'Allonville, die nog maar sinds 31 december 1865 senator was. Ieder van deze negen leden werden vervangen, waardoor er 149 senatoren voor het leven waren. Het grondwettelijk maximum is 150, waardoor er nog slechts één vacante zetel was.

### Benoeming van 5 januari 1867
1. Gustave Olivier Lannes de Montebello (1804-1875), generaal;

### Benoeming van 20 januari 1867
1. Armand Béhic (1809-1891), minister van Landbouw, Handel en Openbare Werken (1863-1867);

### Benoemingen van 22 januari 1867
1. Gustave Louis Chaix d'Est-Ange (nieuwe benoeming) (1800-1876), procureur-generaal bij het Keizerlijk hof van Parijs (1857), staatsraad (1858);
2. Alexandre Bauchart (1809-1887), voormalig afdelingsvoorzitter in de Raad van State en voormalig volksvertegenwoordigers;
3. Joseph Charles Edouard Lisle de Siry (1807-1884), gevolmachtigd minister in  Lissabon, grootkruis in de Portugese Orde van Onze Lieve Vrouwe van Villa Viçosa;

### Benoeming van 2 april 1867
1. Alexandre Colonna-Walewski (nieuwe benoeming) (1810-1868), voormalig volksvertegenwoordiger en voorzitter van het Wetgevend Lichaam, minister;

### Benoemingen van 18 november 1867
1. Alexandre Goüin (1792-1872), voormalig minister van Handel, voormalig volksvertegenwoordigers en ondervoorzitter van het Wetgevend Lichaam;
2. Henri François Alexandre Conneau (1803-1877), doctor in de geneeskunde, vicevoorzitter van de departementsraad van Corsica, lijfarts van Napoleon III;
3. Louis Chabanacy de Marnas (1809-1871), procureur-generaal bij het Keizerlijk hof van Lyon;
4. Octave de Chabannes-Curton (1803-1889), vice-admiraal, maritiem prefect, gouverneur van Frans-Guyana (1851-1852);
5. Désiré Nisard (1806-1888), directeur van de École normale supérieure;

### Benoeming van 29 december 1867
1. Pierre-Guillaume-Frédéric Le Play (1809-1882), socioloog en econoom, staatsraad;

## 1868

### Benoeming van 12 maart 1868
1. Pierre Louis Charles de Failly (1810-1892), generaal;

### Benoeming van 2 mei 1868
1. Léon de Laborde (1807-1869), directeur-generaal van de Keizerlijke Archieven;

### Benoemingen van 14 augustus 1868
1. Eugène de Sartiges (1809-1893), ambassadeur bij de Heilige Stoel;
2. Alexandre de Geiger (1808-1891), voormalig volksvertegenwoordiger (1852-1867);
3. Antoine Richard de Montjoyeux (1795-1874), voormalig volksvertegenwoordiger (1858-1868);
4. Charles Étienne Conti (1795-1874), voormalig volksvertegenwoordiger (1848-1849, 1871-1872);
5. Auguste Nélaton (1807-1873), professor in het hospitaal Saint-Louis in Parijs, lid van de Académie des sciences;

### Benoeming van 17 december 1868
1. Léonel de Moustier, Frans ambassadeur in het Ottomaanse Rijk (1861-1866), minister van Buitenlandse Zaken (1866-1868);

## 1869

### Benoeming van 18 maart 1869
1. Pierre Barbier (1800-1874), ambtenaar;

### Benoemingen van 6 mei 1869
1. Jacques Félix Meslin (1785-1872), generaal, voormalig volksvertegenwoordiger (1846-1848, 1852-1869);
2. Louis Henri François de Luzy-Pelissac (1797-1869), generaal, voormalig volksvertegenwoordiger (1863-1869);
3. Raymond Larrabure (1797-1875), voormalig volksvertegenwoordiger (1849-1869);
4. Alexandre Macdonald (1824-1881), 2e hertog van Tarente, kamerheer van Napoleon III, voormalig volksvertegenwoordiger (1852-1869);
5. Isidore Taylor (1789-1879), lid van de Académie des beaux-arts;
6. Claude Bernard (1813-1878), arts en fysiologist;

### Benoemingen van 31 juli 1869
1. Adolphe Vuitry (1813-1885), voorzitter staatsraad (1864-1869);
2. Victor Duruy (1811-1894), minister van Onderwijs (1863-1869);

### Benoeming van 2 oktober 1869
1. Charles de Talleyrand-Périgord (1821-1896), Frans ambassadeur in Berlijn (1863) en later in Sint-Petersburg (1864-1869);

### Benoeming van 16 december 1869
1. Louis-Gustave Adolphe Lemercier de meisoncelle-Vertille de Richemont (1805-1873), voormalig volksvertegenwoordiger (1837-1848, 1852-1869), staatsraad;

### Benoemingen van 28 december 1869
1. Henri de La Tour d'Auvergne (1823-1871), minister van Buitenlandse Zaken (1869-1870);
2. Edmond Gressier (1813-1892), minister van Landbouw, Handel en Openbare Werken (1868);

### Benoeming van 29 december 1869
1. Gaston Verbigier de Saint-Paul (1821-1878), prefect Meurthe (1861-1865), staatsraad, voormalig volksvertegenwoordiger (1876).

## 1870

### Benoeming van 2 januari 1870
1. Jean-Baptiste Duvergier (1792-1877), minister van Justitie en Kerkelijke Zaken (1869-1870);

### Benoeming van 24 maart 1870
1. Edmond Le Bœuf (1809-1888), maarschalk van Frankrijk, minister van Oorlog;

### Benoeming van 10 juni 1870
1. Nicolas Prosper Bourée (1811-1886), ambassadeur in Constantinopel (1866-1870);

### Benoeming van 14 juni 1870
1. Charles de Montholon-Sémonville, markies van Montholon (1814-1886), gevolmachtigd minister in Lissabon;

### Benoemingen voorzien voor 15 augustus 1870
De volgende personen werden door de regering van Émile Ollivier voorgedragen op 15 augustus 1870, maar werden nooit benoemd wegens de val van het Tweede Franse Keizerrijk.
1. Napoléon Suchet (1813-1877), 2e hertog van Albufeira, volksvertegenwoordiger (1849-1870);
2. Émile Augier (1820-1889), poëet en dramaturgist, lid van de Académie française;
3. Charles d'Autemarre d'Erville (1805-1891), generaal;
4. Henry Barbet (1789-1875), volksvertegenwoordiger (1863-1869);
5. Adrien-Théodore Benoît-Champy (1805-1872), volksvertegenwoordiger (1849-1851, 1855-1857), voorzitter van de rechtbank van Seine;
6. Maxime Du Camp (1822-1894), schrijver en fotograaf, lid van de Académie française;
7. Aymé-Stanislas Darblay (1794-1878), volksvertegenwoordiger (1852-1870);
8. Maximilien Sébastien Auguste Foy (1815-1871);
9. Émile de Girardin (1806-1881), publicist;
10. Pierre-Paul de La Grandière (1807-1876), vice-admiraal;
11. Frédéric Lagrange, 2e graaf van Lagrange (1815-1883), volksvertegenwoordiger (1852-1870);
12. Joseph Édouard de La Motte-Rouge (1804-1883), generaal, volksvertegenwoordiger;
13. Jules Leclerc d'Osmonville (1797-1871), volksvertegenwoordiger (1853-1870);
14. Louis Pasteur (1822-1895), lid van het Institut de France;
15. Anselme Pétetin (1807-1873), directeur de Keizerlijke Drukkerij;
16. Joseph Marie Pietri (1820-1902), politieprefect van Parijs;
17. Constance Piou (1801-1889), eerste voorzitter van het hof van beroep van Toulouse;
18. Emmanuel de Rougé (1811-1872), egyptoloog en filoloog, staatsraad en professor Egyptische archeologie in het Collège de France.